# NGC 1142
NGC 1142 (również NGC 1144, PGC 11012 lub UGC 2389) – zniekształcona galaktyka spiralna (S pec), znajdująca się w gwiazdozbiorze Wieloryba. Należy do galaktyk Seyferta typu 2.
Odkrył ją Albert Marth 5 października 1864 roku, a John Dreyer skatalogował ją jako NGC 1142. Niezależnie odkrył ją Édouard Stephan 17 listopada 1876 roku, a ponieważ pozycje podane przez odkrywców znacznie się różniły (Marth popełnił błąd w deklinacji wielkości aż 40 minut), Dreyer uznał, że to dwa różne obiekty obiekt i skatalogował tę galaktykę po raz drugi jako NGC 1144.
NGC 1142 znajduje się w pobliżu galaktyki NGC 1141 (NGC 1143), z którą w przeszłości zderzyła się z dużą prędkością, co spowodowało odkształcenie NGC 1142. Obie galaktyki zostały skatalogowane jako Arp 118 w Atlasie Osobliwych Galaktyk i znajdują się w odległości około 359 milionów lat świetlnych od Ziemi.